# Al-Jaysh al-Sha'bi
A Al-Jaysh al-Sha'bi (em árabe: الجيش الشعبي, al-Jaysh ash-Sha'bī, "Exército do Povo") foi uma milícia armada que atuava na Síria e lutava ao lado das forças do regime de Bashar al-Assad na guerra civil que assola o país. Segundo serviços de inteligência dos Estados Unidos, este grupo está sob controle direto do governo sírio. A maioia de seus membros são alauitas ou xiitas.